# ألاكتيت
الألاكتيت (Allactite) هو من معدن له الصيغة Mn7(AsO4)2(OH)8 وهو من معادن الزرنيخ المتحولة من بلّورات المنغنيز والزنك .